# 2A28 Grom
Le 2A28 Grom est l'armement principal des véhicules de combat d'infanterie BMP-1 et BMD-1. C'est un canon lisse semi automatique de 73 mm. Le développement du 2A28 Grom est directement lié à celui du canon sans recul SPG-9 ; les deux tirent des projectiles similaires à des grenades propulsées par fusée.

## Historique du développement
Au début des années 1960, l'Armée rouge a émis une exigence pour un nouveau transporteur d'infanterie hautement mobile, suffisamment armé pour détruire des véhicules occidentaux comparables tels que le M59 et le Schützenpanzer Lang HS.30, et permettre aux fantassins embarqués de se battre depuis l'intérieur du véhicule. Ce concept a évolué pour devenir le BMP-1.
Le BMP devait initialement être armé d'un canon mitrailleur de 23 mm. Cependant, le gouvernement soviétique avait lourdement investi dans le développement de systèmes de missiles guidés antichars  et la discussion s'est rapidement déplacée vers l'armement du BMP avec des missiles. Cela lui permettrait de se défendre contre les chars de combat principaux. Le bureau d'études KBP à Tula a rapidement proposé une tourelle spécialisée transportant à la fois un canon lisse à faible vitesse et un support pour les ATGM 9M14 Malyutka. Le but du canon était de détruire les chars à des distances plus proches où les missiles étaient largement inefficaces ainsi que de fournir une puissance de feu supérieur pour le soutien de l'infanterie.

## Description
Le canon est relativement compact et pèse 115 kg. Le canon est actionné par un moteur électrique, avec une sauvegarde mécanique manuelle. La vitesse maximale de déplacement horizontal et vertical avec le système électrique est respectivement de 20°/s et 6°/s. Le taux minimum de direction horizontale et verticale est en conséquence de 0,1°/s et 0,07°/s. Le canon peut être enfoncé et élevé entre −4° et +33°, avec un tir dirigé possible jusqu'à une élévation de +15°. La tourelle peut tourner à 360°. La cadence de tir cyclique est comprise entre 8 et 10 coups par minute.
Il est alimenté à partir d'un magasin à double rangée de convoyeurs mécanisés de quarante cartouches situé autour de l'anneau de tourelle du BMP-1. Le pistolet est rechargé par le chargeur automatique électromécanique M3 avec convoyeur de munitions, mais peut être rechargé à la main si nécessaire. Le chargeur automatique n'est pas fiable ; il peut tomber en panne à cause des vibrations lorsque le véhicule se déplace à grande vitesse sur un terrain accidenté, et son fonctionnement est un danger pour les doigts du tireur. Avec le chargeur automatique, le pistolet a une cadence de tir de 8 coups par minute. Ces inconvénients ont entraîné la suppression du chargeur automatique dans certaines versions étrangères du BMP notamment les versions Suédoise et Finlandaise.

## Applications
En service au sein de l'Union soviétique et de la fédération de Russie, le seul autre véhicule de combat blindé en plus du BMP-1 connu pour avoir utilisé le 2A28 Grom était le BMD-1. Cependant, il est également monté sur le Type 86 chinois (WZ-501) et le Boragh iranien.

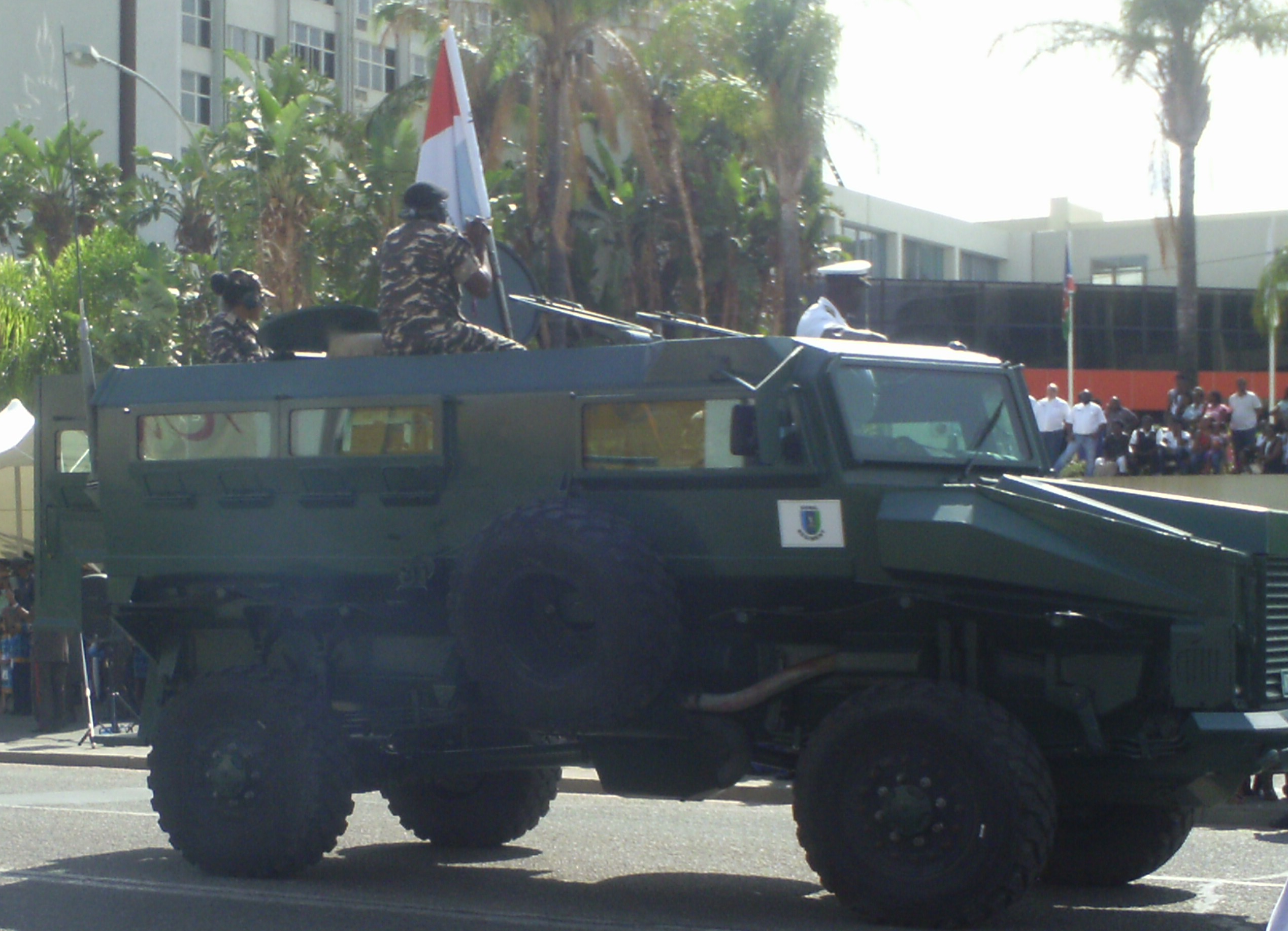
Wer'wolf MKII (MRAP) Namibien qui peut être armé du 2A28 Grom

Les Forces armées de la république islamique d'Iran et les Forces armées révolutionnaires cubaines sont connues pour posséder un certain nombre de véhicules blindés de transport de troupes BTR-60PB à roues équipés de la tourelle complète et du canon principal du BMP-1. Il existe une variante d'appui-feu du WZ-551 en service chinois équipée du 2A28 Grom dans une tourelle modifiée. Les Force de défense namibienne exploite actuellement une variante du WZ-523 et du Wer'wolf MKII APC monté sur la tourelle BMP-1.